# Abd al-Aziz
Abd al-Aziz (arabisch عبد العزيز, DMG ʿAbd al-ʿAzīz) ist ein arabischer Vor- und Familienname.

## Herkunft und Bedeutung des Namens
Der theophore Name Abd al-Aziz leitet sich von den arabischen Wörtern für Diener, mächtig/lieb/teuer, sowie dem Partikel al- ab. Er bedeutet daher in etwa Diener des Allmächtigen.

## Namensträger

### Vorname
- ʿAbd al-ʿAzīz ibn Marwān, umaiyadischer Statthalter von Ägypten (685–705)
- Abd al-Aziz (al-Andalus) (8. Jahrhundert), Statthalter des Umayyaden-Reiches in Spanien
- Abd al-Aziz II. († 1434), Kalif der Hafsiden in Tunesien
- Abd al-Aziz ibn Muhammad (1765–1803), Imam der Wahhabiten in Saudi-Arabien
- Abd al-Aziz ibn Saud (1875–1953), König von Saudi-Arabien 1902 bis 1953
- Abd al-Aziz (Marokko) (1880–1943), Sultan der Alawiden in Marokko
- Abd al-Aziz az-Zubi (1926–1974), israelisch-arabischer Politiker

### Name bzw. Familienname
- Abdülaziz (1830–1876), Sultan der Osmanen
- Aimen Abdulaziz-Said (* 1987), deutscher Journalist
- Ebtisam Abdulaziz (* 1975), emiratische Mathematikerin, Künstlerin und Schriftstellerin
- Erfan Ali Abdulaziz (* 1964), kurdischer Politiker
- Hadeel Abdel Aziz, jordanische Juristin und Menschenrechtsexpertin

### Vatername oder Nachname
- Abd ar-Rahman ibn Abd al-Aziz (1931–2017), saudi-arabischer Politiker und Prinz
- Abdullah ibn Abd al-Aziz (1924–2015), König von Saudi-Arabien 2005 bis 2015
- Badr ibn Abd al-Aziz (1932–2013), stellvertretender Kommandeur der saudi-arabischen Nationalgarde und Mitglied der Königsfamilie
- Basma Abdel Aziz (* 1976), ägyptische Schriftstellerin, Journalistin, Künstlerin, Psychiaterin und Menschenrechtsaktivistin
- Chalid ibn Abd al-Aziz (1912–1982), König von Saudi-Arabien 1975 bis 1982
- Fahd ibn Abd al-Aziz (1921/1923–2005), König von Saudi-Arabien 1982 bis 2005
- Faisal ibn Abd al-Aziz (1906–1975), König von Saudi-Arabien 1964 bis 1975
- Mischal ibn Abd al-Aziz (1926–2017), saudi-arabischer Politiker und Prinz
- Mahmoud Abdel-Aziz (* 1990), ägyptischer Fußballspieler
- Mohamed Abdel Aziz (* 1981), ägyptischer Straßenradrennfahrer
- Mohamed Ould Abdel Aziz (* 1956), mauretanischer Politiker, Staatsoberhaupt Mauretaniens
- Mutaib ibn Abd al-Aziz (1931–2019), saudi-arabischer Politiker und Prinz
- Naif ibn Abd al-Aziz (1933–2012), saudi-arabischer Politiker und Prinz
- Nawwaf ibn Abd al-Aziz (1932–2015), saudi-arabischer Prinz
- Salman ibn Abd al-Aziz (* 1935), König von Saudi-Arabien seit 2015
- Saud ibn Abd al-Aziz (1902–1969), König von Saudi-Arabien 1953 bis 1964
- Saud I. ibn Abd al-Aziz (1748–1814), Imam der Wahhabiten
- Sultan ibn Abd al-Aziz (1928–2011), Kronprinz von Saudi-Arabien
- Talal ibn Abd al-Aziz (1931–2018), saudi-arabischer Prinz
- Turki ibn Abd al-Aziz (1934–2016), saudi-arabischer Prinz
- ʿUmar ibn ʿAbd al-ʿAzīz (681–720), Kalif der Umayyaden
- Uthman Abd al-Aziz (1922–1999), ägyptischer religiöser Führer